# Curriculum national en Angleterre
Le Curriculum national en Angleterre (National Curriculum for England en anglais) est le programme scolaire destiné aux écoles d'Angleterre. Créé à la suite de la promulgation de l’Education Reform Act (Loi sur la réforme de l’éducation) de 1988, il subit plusieurs réformes dont la dernière date de 2014 sous l'impulsion du secrétaire d'État à l'Éducation Michael Gove. Ses prescriptions concernaient au départ tout le Royaume-Uni, mais l’Irlande du Nord possède ses propres dispositions depuis 1989 et l'Écosse et le Pays de Galles également après la dévolution des pouvoirs en 1998.